# David McCracken
David McCracken (Glasgow, Escocia, 16 de octubre de 1981), futbolista escocés. Juega de defensa y su actual equipo es el Falkirk Football Club de la Premier League de Escocia.

## Selección nacional
Ha sido internacional con la Selección de fútbol de Escocia Sub-21 en 5 ocasiones.

## Clubes
| Club                    | País       | Año       |
| ----------------------- | ---------- | --------- |
| Dundee United           | Escocia    | 2000-2007 |
| Wycombe Wanderers       | Inglaterra | 2007-2009 |
| Milton Keynes Dons      | Inglaterra | 2009-2010 |
| Brentford FC            | Inglaterra | 2010-2011 |
| Bristol Rovers (cedido) | Inglaterra | 2011      |
| St. Johnstone FC        | Escocia    | 2011-2013 |
| Falkirk Football Club   | Escocia    | 2013-     |